# Daniel Auster
Daniel Auster (en hebreo: דניאל אוסטר‎), (7 de mayo de 1893 - 15 de enero de 1963) fue alcalde de Jerusalén en los últimos años del mandato británico, primer alcalde judío de la ciudad y el primer alcalde de Jerusalén después de la independencia de Israel.

## Biografía
Daniel Auster nació en Kniahynyn, Galitzia, que actualmente es un distrito de la ciudad Ivano-Frankivsk, Ucrania. Después de terminar sus estudios de derecho en la Universidad de Viena, Austria, donde se graduó en 1914, emigró a Eretz Israel, entonces bajo control otomano. Inicialmente se instaló en Haifa y donde enseñó alemán en la Escuela Reali.
Primero sirvió en el cuartel general de la fuerza expedicionaria austríaca en Damasco, ayudando a Arthur Ruppin a enviar ayuda financiera desde Constantinopla al hambriento Yishuv. En 1919, se convirtió en Secretario del Departamento Legal de la Comisión Sionista en Jerusalén. Se convirtió en vicealcalde de Jerusalén bajo Husayn al-Khalidi en 1936.
En 1937, se convirtió en el primer alcalde judío de Jerusalén. También fue miembro de la Asamblea de Representantes del partido Sionistas Generales y signatario de la Declaración de Independencia de Israel.
En noviembre de 1947, fue miembro de la delegación de la Agencia Judía en el Comité de Trabajo del Consejo de Administración Fiduciaria que intentó redactar un Proyecto de Estatuto para Jerusalén, pero en 1949 declaró abiertamente su oposición a la internacionalización de Jerusalén y afirmó categóricamente que no sería posible. Disputó las elecciones de la Knesset de 1949 como líder de la lista "Por Jerusalén", pero no logró ganar un escaño.

## Premios
Auster recibió la Orden del Imperio Británico.